# Belsumiscum
Belsumiscum (em acádio: Bêl-šum-iškun) é um homem mencionado numa inscrição como pai de Neriglissar. Este é provavelmente a mesma pessoa que Belsumiscum, filho de Nabuepirla (em acádio: Nabû-ēpir-la'î), cuja renda está listada em um documento econômico ao lado da renda de Nabucodonosor II e sua filha Cassaia. Belsumiscum também é listado, juntamente com Neriglissar, em outro documento real que registra vários oficiais do império, onde ele é registrado como originário da província de Pucudu. Tanto Belsumiscum quanto seu filho podem ter pertencido ao clã arameu de Pucudu.